# عربة V-15
كاديلاك غيد كوماندوز (بالإنجليزية:  Cadillac Gage Commando)‏، التي غالباً ما يشار إليها باسم M706 في الخدمة العسكرية الأمريكية،  كانت سيارة مدرعة أمريكية مصممة لتكون برمائية. تم تصميمها من قبل كاديلاك غيج خصيصًا لفيلق الشرطة العسكرية بالبحث عن القوات المسلحة. كانت هذه مجموعة من المواد المدهشة من نوع BTR-40 السوفييتي. سمح بارتفاعها البارز، وقدرتها البرمائية، ومحركها المقاوم للماء للطاقم الأمريكي بالقتال بعلامة العبداء في البلاد.
تم إنتاج ثلاث علامات مميزة من الكوماندوز: V-100 و V-150 و V-200، والتي تم تعديلها جميعها لعدد من الأدوار المتنوعة في ساحة المعركة. تم تصنيع نسخة غير مرخصة من سلسلة كوماندو، أيضًا في البرتغال. بعد فك الارتباط العسكري الأمريكي من فيتنام، تقاعدت سلسلة كوماندو تدريجيا من الخدمة الأمريكية النشطة.

## الحروب التي شاركت فيها

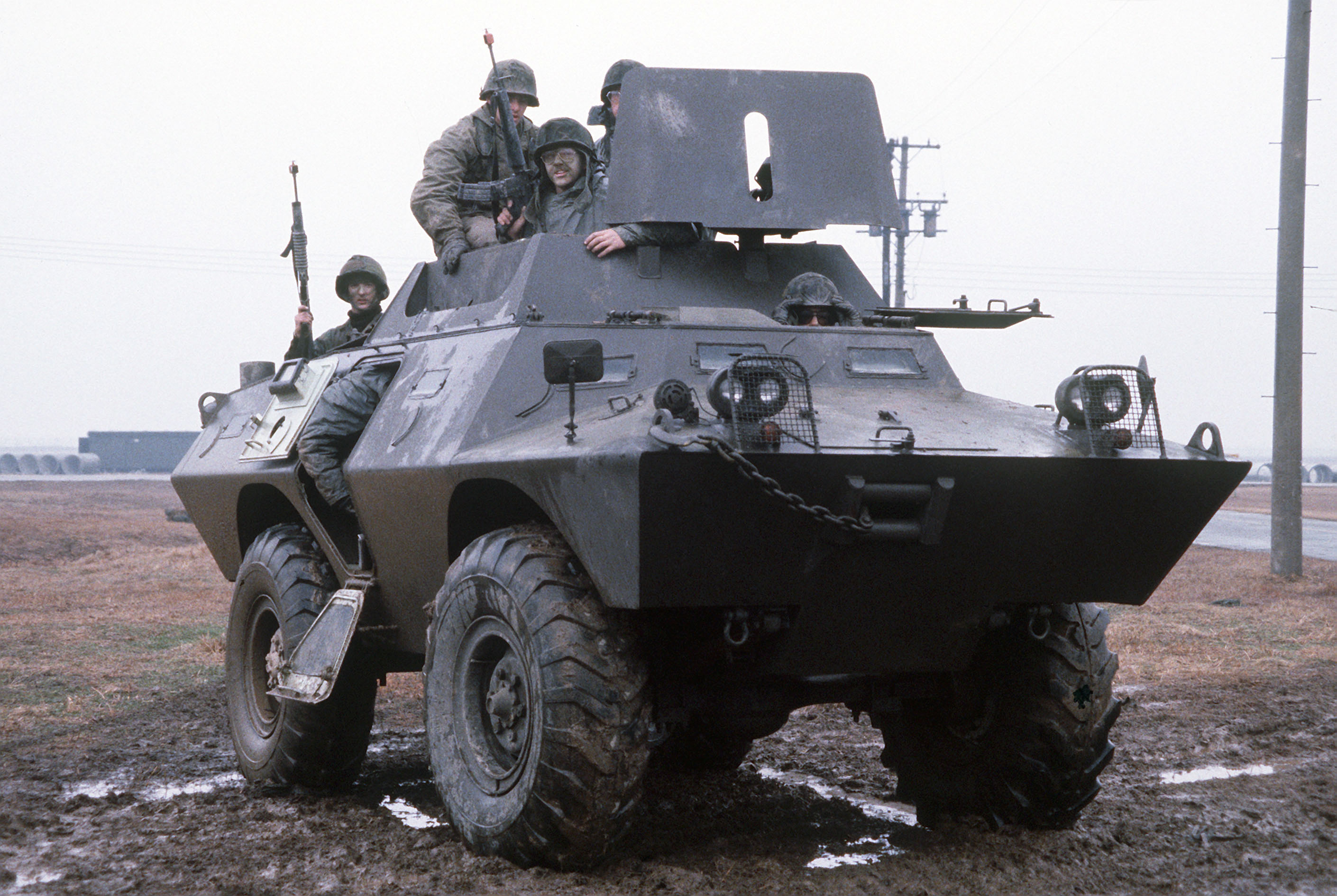
مجسم للعربة

| تاريخ الخدمة |
| --- |
| - حرب فيتنام - الحرب الأهلية الكمبودية - الحرب الأهلية اللبنانية - الحرب الاهلية الجواتيمالية - الحرب الاهلية اللاوية - التمرد الشيوعي في ساراواك - التمرد الشيوعي في ماليزيا (1968-1989) - الاحتلال الإندونيسي لتيمور الشرقية - الصراع التشادي الليبي - الحرب الأهلية السودانية الثانية - التمرد الصومالي - حرب الخليج - تمرد جنوب تايلاند - معركة المراوي |
| تاريخ الإنتاج |
| صمم يونيو 1962 الشركة المصنعة Cadillac Gage رقم البني 3200 |

## التصميم والتطوير
تم تطوير مجموعة المركبات V-100 في أوائل الستينات من قبل قسم Terra-Space لشركة Cadillac Gage. بحلول عام 1962 ، تم تقديم براءة اختراع واستلامها من قبل Terra-Space لمركبة كانت تعرف آنذاك باسم المغوار. ظهر أول نموذج أولي في عام 1963 ، ودخلت المتغيرات الإنتاجية الخدمة في عام 1964.
السيارة مجهزة بالدفع الرباعي وتستخدم محاور مماثلة لتلك المستخدمة في سلسلة شاحنات M34. المحرك هو محرك يعمل على البنزين بقدرة 360 بوصة مكعبة من طراز Chrysler V8 يعمل بالبنزين، كما هو الحال في طرازات الغاز الأولى من ناقلات الأفراد المدرعة M113. يتيح ناقل الحركة اليدوي المكون من 5 سرعات أن يجتاز التضاريس الوعرة نسبيًا. تتميز سرعة M706 بسرعة 62 ميل في الساعة (100 كم / ساعة) ، ويمكنها التنقل عبر المياه بسرعة 3 أميال في الساعة (4.8 كم / ساعة). يتكون درع كوماندو من سبيكة فولاذية عالية الصلابة تسمى Cadaloy ، والتي تحمي من المقذوفات حتى 7.62 × 51mm. جزئيا بسبب درعه، M706 لديه كتلة مفرغة من أكثر من 7 أطنان. نتيجة لذلك، هناك مشكلة شائعة في السيارة تتمثل في فشل المحور الخلفي بسبب الوزن الشديد. ومع ذلك، نظرًا لأن الدرع يوفر أيضًا إطارًا هيكليًا أحاديًا، فإنه يمكن أن يكون أخف من السيارة الناعمة التي أضيف إليها الدرع، كما تساعد زاوية الدرع أيضًا على الحماية من الإصابات وانفجارات الألغام.